# Bernat Sala i Masnou
Bernat Sala i Masnou (Sant Martí Sescorts, Osona, 1810 - Monestir de Montserrat, Monistrol de Montserrat, Bages, 1885) fou un escriptor, bibliotecari, professor i monjo benedictí català.
Monjo benedictí, l'any 1827 ingressà al Monestir de Sant Feliu de Guíxols, el qual es veié obligat a abandonar el 1835. El 1840 es refugià a l'abadia de San Martino de Scalis, a Palerm, de la qual esdevingué bibliotecari i professor de teologia moral. El 1848 es veié novament obligat, per la situació política, a retornar a Catalunya, i entrà a formar part de la congregació dels missioners del Cor Immaculat de Maria, que acabava de fundar Antoni Maria Claret. Des de l'any 1854, i fins al 1871, fou el director general de les germanes carmelitanes de la caritat de Vic. L'any 1875 l'abat Miquel Muntadas l'acollí a Montserrat, on fou mestre de novicis, entre aquests tingué al que posteriorment seria el segon abat de Montserrat després de la reobertura del 1845, des de 1885 a 1913: l'abat Josep Deàs i Villar. Bernat Sala féu nombroses traduccions i publicà catorze obres de vulgarització religiosa en castellà, algunes de les quals van tenir força divulgació. Així va ocórrer amb la obra "Consejos que da a las Hnas Carmelitas de la Caridad, el director general de su Instituto D. Bernardo Sala, pbro. monje benedictino e individuo de la Casa-Misión de la Merced, de la qual consten publicades quatre edicions.